# David Daniel Ebert
David Daniel Ebert (* 1979 in Stuttgart) ist ein deutscher Professor für Psychology & Digital Mental Health Care an der Technischen Universität München sowie Gründer und Chief Scientific Officer (Forschungsleiter) von HelloBetter, einem Hersteller digitaler Gesundheitsanwendungen. Er gehört zu den am häufigsten zitierten Forschern der Welt.

## Werdegang
Ebert promovierte 2013 unter Supervision von Matthias Berking und Pim Cuijpers in Psychologie an der Philipps-Universität Marburg (summa cum laude). Nach Tätigkeiten als wissenschaftlicher Mitarbeiter in Marburg und als Projektleiter an der Leuphana Universität Lüneburg arbeitete er an der Harvard Medical School sowie an der Friedrich-Alexander-Universität Erlangen-Nürnberg. Dort führte er das Protect Lab (Behavioral Health Promotion & Technology Lab, Arbeitseinheit E-Mental Health) ein und leitete dieses. Im Anschluss an seine Habilitation im Jahr 2018, für die er mit einem Habilitationspreis der Friedrich-Alexander-Universität Erlangen-Nürnberg ausgezeichnet wurde, war er als Associate Professor für Klinische Psychologie an der Vrije Universiteit Amsterdam tätig. 2021 wurde er als Professor an die TU München berufen und hat dort seitdem die Professur für Psychology & Digital Mental Health Care inne.

## Forschung
Ebert leitete Arbeitspakete in mehreren europäischen Forschungsprojekten (u. a. FP7, H2020, CIP Pilot Actions). Seine Forschungsschwerpunkte liegen in der Entwicklung und Evaluation internet- und mobilbasierter Gesundheitsinterventionen zur Förderung der psychischen Gesundheit, insbesondere zur Prävention und (Früh-)Intervention psychischer Erkrankungen. Weitere Arbeitsgebiete umfassen gesundheitsökonomische Evaluationen psychologischer Interventionen, die Identifikation protektiver Faktoren psychischer Gesundheit sowie die Entwicklung prädiktiver Modelle für psychosoziale Gesundheitsverläufe.
Ebert veröffentlichte (Stand Juli 2025) schon über 350 peer-reviewed Artikel, drei Bücher und 44 Buchkapitel. In den Jahren 2020–2022 gehörte er laut der Stanford/Elsevier Datenbank zu den 2 % der weltweit meistzitierten Wissenschaftler und zu den 1 % der meistzitierten Forscher im Bereich Psychiatry. In den Jahren 2023–2024 wurde er in beiden Kategorien unter den Top 1 % der weltweit meistzitierten Forscher gelistet.

## Wirken
Ebert und sein Team entwickelten bereits über 15 internetbasierte Gesundheitsinterventionen, deren Wirksamkeit und Kosteneffektivität in mehr als 50 randomisiert-kontrollierten Studien untersucht wurden. 2015 co-gründete er die GET.ON Institut für Gesundheitstrainings GmbH zur Implementierung evidenzbasierter Online-Interventionen in die Gesundheitsversorgung, welche 2020 den Markennamen HelloBetter erhielt. Zudem war er leitend bei der Einführung internetbasierter Psychotherapieverfahren in der Schön Klinik tätig und berät regelmäßig Gesundheitsinstitutionen zur Implementierung digitaler Psychotherapieangebote. Als Experte für Digital Mental Health war und ist er außerdem des Öfteren in nationalen und internationalen Medien (Zeitung, TV, Radio, Podcasts) vertreten. Von seinen Promovierenden und Postdocs wurden inzwischen mehrere selbst auf Professuren berufen.

## Funktionen in Fachverbänden
Ebert war Vorstandsmitglied und Präsident der International Society for Research on Internet Interventions (ISRII), Vorstandsmitglied der Deutschen Gesellschaft für Psychologie (Fachgruppe Gesundheitspsychologie) sowie Gründungsmitglied der European Society for Research on Internet Interventions (ESRII). Zudem ist er Mitglied im Editorial Board verschiedener wissenschaftlicher Zeitschriften wie z. B. Internet Interventions, Frontiers in Digital Health, Clinical Psychological Science.

## Auszeichnungen (Auswahl)
Als Anerkennung seiner bisherigen wissenschaftlichen Leistungen und seinem Engagement wurde er und GET.ON/HelloBetter mit zahlreichen Preisen ausgezeichnet. Unter anderem:
- Europäischer Digital Top 50 Award „DT50“ (2020) in der Kategorie Tech for Good (universitäre Ausgründung GET.ON/HelloBetter) von McKinsey & Google[12]
- Habilitationspreis (2018) der Friedrich-Alexander Universität Erlangen-Nürnberg[9]
- Digitaler Gesundheitspreis (2018) von Novartis (universitäre Ausgründung GET.ON/HelloBetter)[13]
- Comenius Award (2017) der European Federation of Psychologist Associations (EFPA)[14]
- Charlotte- und Karl-Bühler-Preis (2016) der Deutschen Gesellschaft für Psychologie (DGPs)[15]
- Young Researcher Award (2015) der Fachgruppe Klinische Psychologie und Psychotherapie der DGPs[1]
- Förderpreis (2014) der Deutschen Gesellschaft für Verhaltenstherapie (DGVT)[16]
- Early Career Researcher Award (2011) der International Society for Research on Internet Interventions (ISRII)[1]

## Publikationen (Auswahl)
- mit Kim van Zoonen, Claudia Buntrock et al.: Preventing the onset of major depressive disorder: A meta-analytic review of psychological interventions. In: International Journal of Epidemiology. Band 43, Nummer 2, April 2014, S. 318–329. doi:10.1093/ije/dyt175
- Mit Anna-Carlotta Zarski, Helen Christensen et al.: Internet and Computer-Based Cognitive Behavioral Therapy for Anxiety and Depression in Youth: A Meta-Analysis of Randomized Controlled Outcome Trials. 18. März 2015. doi:10.1371/journal.pone.0119895
- mit Pim Cuijpers, Ricardo F. Muñoz und Harald Baumeister: Prevention of Mental Health Disorders Using Internet- and Mobile-Based Interventions: A Narrative Review and Recommendations for Future Research. In: Psychiatry. Band 8, 10. August 2017. doi:10.3389/fpsyt.2017.00116
- mit Sumeyye Balci, Ann-Marie Küchler et al.: Culturally adapted Turkish version of an internet-based mindfulness intervention for university students: a randomized controlled feasibility trial. In: BMC Digit Health. Band 2, 2024, S. 20. doi:10.1186/s44247-024-00074-z

Bücher
- D. D. Ebert, H. Baumeister (Hrsg.): Digitale Gesundheitsinterventionen: Anwendungen in Therapie und Prävention. Springer, 2023, ISBN 978-3-662-65815-4. doi:10.1007/978-3-662-65816-1
- M. Harrer, P. Cuijpers, T. Furukawa, D. D. Ebert: Doing Meta-Analysis with R: A Hands-On Guide. Chapman and Hall/CRC, 2021, ISBN 978-0-367-61007-4. doi:10.1201/9781003107347
- R. Röhrle, J. Anding, D. D. Ebert, H. Christiansen: Prävention und Gesundheitsförderung. Bd. VI.: Entwicklung und Perspektiven. DGVT-Verlag, 2018, ISBN 978-3-87159-624-7.